# Buchenberg (Ammergauer Alpen)
Der Buchenberg ist ein 1142 m ü. NHN hoher Berg in den Ammergauer Alpen.

## Gipfel
Der Gipfel ist von Norden mit einem Sessellift erschlossen und auch über Wanderwege und Forststraßen zu erreichen. Auf dem Gipfel befinden sich die Bergstation der Buchenbergbahn, ein Gasthaus und ein Startplatz für Drachenflieger und Gleitschirmflieger.